# آم ذا وان (أغنية دي جي)
«آم ذا وان» (بالإنجليزية: I'm the One)‏ هي أغنية كتبها وأنتجها وسجلها الدي جي الأمريكي خالد بمشاركة جاستن بيبر وكويفو وتشانس ذا رابر وليل وين ضمن ألبومه الإستديو العاشر غريتفول كالأغنية المنفردة الثانية به. تم إصدارها في 28 نيسان 2017 من قبل شركة وي ذا بيست ميوزك غروب وإبك ريكوردز. كُتبت الأغنية على سلم صول كبير.

## وصلات خارجية
- كلمات الأغنية الكاملة على مترولايركس